# Augusta Arrhenius
Sofia Karolina Elisabet Augusta Arrhenius, född 3 mars 1839 (ofta felaktigt angivet som 1838) i Storkyrkoförsamlingen i Stockholm, död 12 februari 1927 i Sundbyberg, var en svensk balettdansös.
Hon var dotter till skomakaren Per Olaus Arrhenius (d. 1847). Hon gifte sig aldrig, men fick en son år 1860. 
Arrhenius blev elev vid Kungliga Baletten 1851; hon blev premiärelev 1853, och sekonddansös 1856; premiärdansös 1862–63. Hon dansade bland annat Sylfiden, Abbedissan i Robert, Ragnhild i Brudfärden i Hardanger, Elisa i Conservatoriet, i Festen i Albano, i Flickorna från Xeres och i La ventana.